# Isabelle d'Urgell (1409-1459)
Pour les articles homonymes, voir Isabelle d'Aragon.
Pour l’article homonyme, voir Isabelle d'Urgell.
Isabelle d'Urgell (12 mars 1409 - 17 septembre 1459), duchesse de Coimbra, est une membre de la branche d'Urgell de la maison de Barcelone. Elle est l'épouse de l'infant Pierre de Portugal, duc de Coimbra.

## Famille
Isabelle, née le 12 mars 1409, est l'aînée des cinq enfants de Jacques II, comte d'Urgell, et d'Isabelle d'Aragon. Elle est la sœur d'Éléonore, comtesse de Nola, et de Jeanne, comtesse de Foix puis de Cadorna.
Son père se révolte en 1413 contre le nouveau roi Ferdinand Ier d'Aragon, choisi à sa place pour accéder au trône en 1412 alors qu'il est le plus proche descendant par les mâles de la maison royale de Barcelone. Il meurt emprisonné à Xàtiva en 1433.

## Mariage
Le 13 septembre 1428 à Alcolea del Cinca, elle épouse l'infant Pierre de Portugal (9 décembre 1392 - 20 mai 1449), duc de Coimbra, fils cadet de Jean Ier de Portugal. Le couple a six enfants :
- Pierre de Coimbra (23 octobre 1429 - 29 juin 1466), connétable du Portugal ;
- Jean de Coimbra (1431 - 11 septembre 1457), premier époux de Charlotte de Lusignan, reine de Chypre ;
- Isabelle de Coimbra (1er mars 1432 - 2 décembre 1455), première épouse de son cousin, le roi Alphonse V du Portugal ;
- Jaime de Coimbra (17 septembre 1433 - 27 août 1459), cardinal et archevêque de Lisbonne ;
- Béatrice de Coimbra (21 novembre 1435 - 22 février 1462), mariée le 13 mai 1453 à Adolphe de Clèves-Ravenstein ;
- Philippa de Coimbra (1er juin 1437 - 25 juillet 1493), religieuse au couvent des Odivelas.

## Veuvage
Pierre de Coimbra est régent de Portugal à partir de 1439 et organise en 1447 le mariage du roi, Alphonse V de Portugal, avec sa fille, Isabelle de Coimbra. Il se crée également de puissants ennemis, notamment la maison de Bragance, influente auprès du jeune roi, qui réussit à le chasser du pouvoir en 1448. Le Portugal bascule dans la guerre civile. Pierre de Coimbra est tué à la bataille d'Alfarrobeira en mai 1449, et sa famille est immédiatement persécutée. Isabelle d'Urgell et sa fille Philippa entrent en clandestinité, tandis que ses autres enfants sont contraints à l'exil : Pierre en Castille, et Jean, Jaime et Béatrice auprès de leur tante Isabelle, duchesse de Bourgogne. Les menaces du puissant duc de Bourgogne se joignent aux supplications de la fille de Pierre, la reine Isabelle de Coimbra, qui supplie son mari d'avoir pitié de sa famille. Contre l'avis de l'influent duc de Bragance, Alphonse V cède en 1450 et permet à Isabelle d'Urgell de résider à Montemor-o-Velho et à Tentúgal. Philippa est quant à elle autorisée à résider dans un cloître à Odivelas, bien qu'elle emménage plus tard avec sa mère . Cependant, la duchesse est toujours harcelée par les Bragance. Ainsi, Alphonse, marquis de Valença, tente de la priver de sa résidence, et seules les supplications renouvelées de la reine poussent le roi à intercéder en sa faveur .
Isabelle de Coimbra profite de la bonne humeur du roi après la naissance en mai 1455 de leur fils, le futur roi Jean II de Portugal, pour demander la réhabilitation complète et définitive de sa famille. Les restes de Pierre de Coimbra sont ainsi réinhumés dans la nécropole de la maison d'Aviz au monastère de Batalha et Isabelle d'Urgell obtient une pension royale pour le restant de ses jours .
Isabelle d'Urgell meurt le 17 septembre 1459, au monastère de Santa Cruz à Coimbra . Elle est inhumée à Batalha auprès de son mari .